# Bab Mansour
Die überaus repräsentative Bab Mansour (arabisch باب المنصور = „Siegestor“) oder Bab Mansour el Aleuj genannte Toranlage in der marokkanischen Stadt Meknès zählt zu den bedeutendsten Sehenswürdigkeiten der Stadt und des ganzen Landes. Als Bestandteil der Ville Impériale Moulay Ismails gehört es seit 1996 zum UNESCO-Weltkulturerbe.

## Lage
Das Tor befindet sich auf der Grenze zwischen der mittelalterlichen Altstadt (medina) von Meknès und der im frühen 18. Jahrhundert von einer separaten Stampflehmmauer umgebenen riesigen Festungs- und Palaststadt (kasbah). Etwa 60 m südwestlich befindet sich ein weiteres Tor (Bab Jemaa en Nouar), welches erheblich kleiner, aber doch in ähnlicher Weise dekorativ gestaltet ist.

## Geschichte
Das Bab Mansour wurde nach der Verlegung der Hauptstadt Marokkos von Fès nach Meknès im frühen 18. Jahrhundert auf Befehl des Sultans Moulay Ismail begonnen, aber erst fünf Jahre nach seinem Tod (1727) in den Jahren 1731/32 von dessen Sohn und zeitweisem Nachfolger Moulay Abdallah vollendet. Als Architekt der Toranlage wird ein zum Islam übergetretener christlicher Gefangener angenommen – der Beiname el Aleuj („der Abtrünnige“) lässt darauf schließen. Auf dem Hintergrund der sich anschließenden Krisenjahre des marokkanischen Sultanats verfiel das Bauwerk und wurde erst während der französischen Kolonialzeit restauriert.

## Architektur

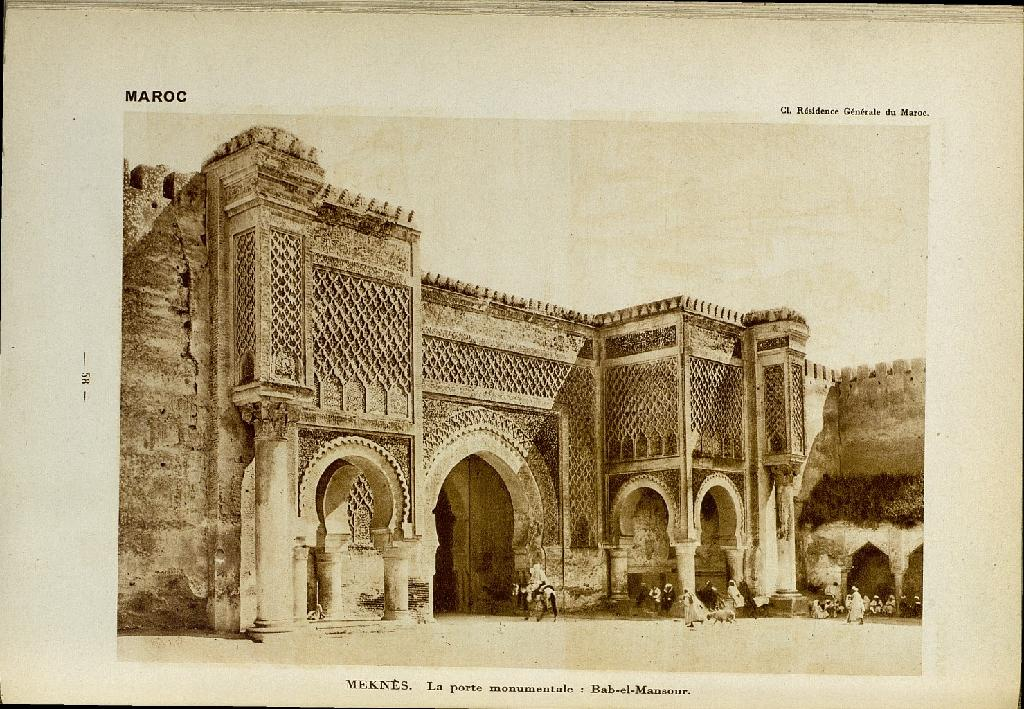
Bab Mansour (1931)

Das eigentliche Tor befindet sich in der Mitte des nach einem Triumphbogenschema gestalteten Bauwerks und ist nicht wie die Jahrhunderte älteren almohadischen Tore in Rabat und Marrakesch verwinkelt angelegt, sondern verfügt über einen geradlinig verlaufenden Durchgang. Dieser hat außen wie innen leicht angespitzte Hufeisenbogen, dazwischen befindet sich eine hochgezogene Flachdecke. Ungewöhnlich sind die nach außen vorgezogenen Seitenteile des Tores, die trotz ihrer Optik keinerlei Durchgangsfunktion haben; sie ruhen auf mächtigen Säulen, die wahrscheinlich aus der etwa 25 km nördlich gelegenen Römerstadt Volubilis stammen. Die gesamte Toranlage besteht in ihrem Kern aus Ziegelsteinen und ist über und über mit dekorativen Stuckpaneelen überzogen, die sich aus überschneidenden Bögen im unteren Bereich entwickeln und ein potentiell unendliches Dekormuster ergeben, welches mit Kachelmosaiken gefüllt ist. Oberhalb dieser Zone befinden sich querrechteckige Felder mit kalligraphischen Schriftzügen. Ganz oben schließt das Tor mit einem Kranz aus abgetreppten Zinnen ab, die sich auf den seitlich anschließenden Lehmmauern in einfacherer Form fortsetzen.

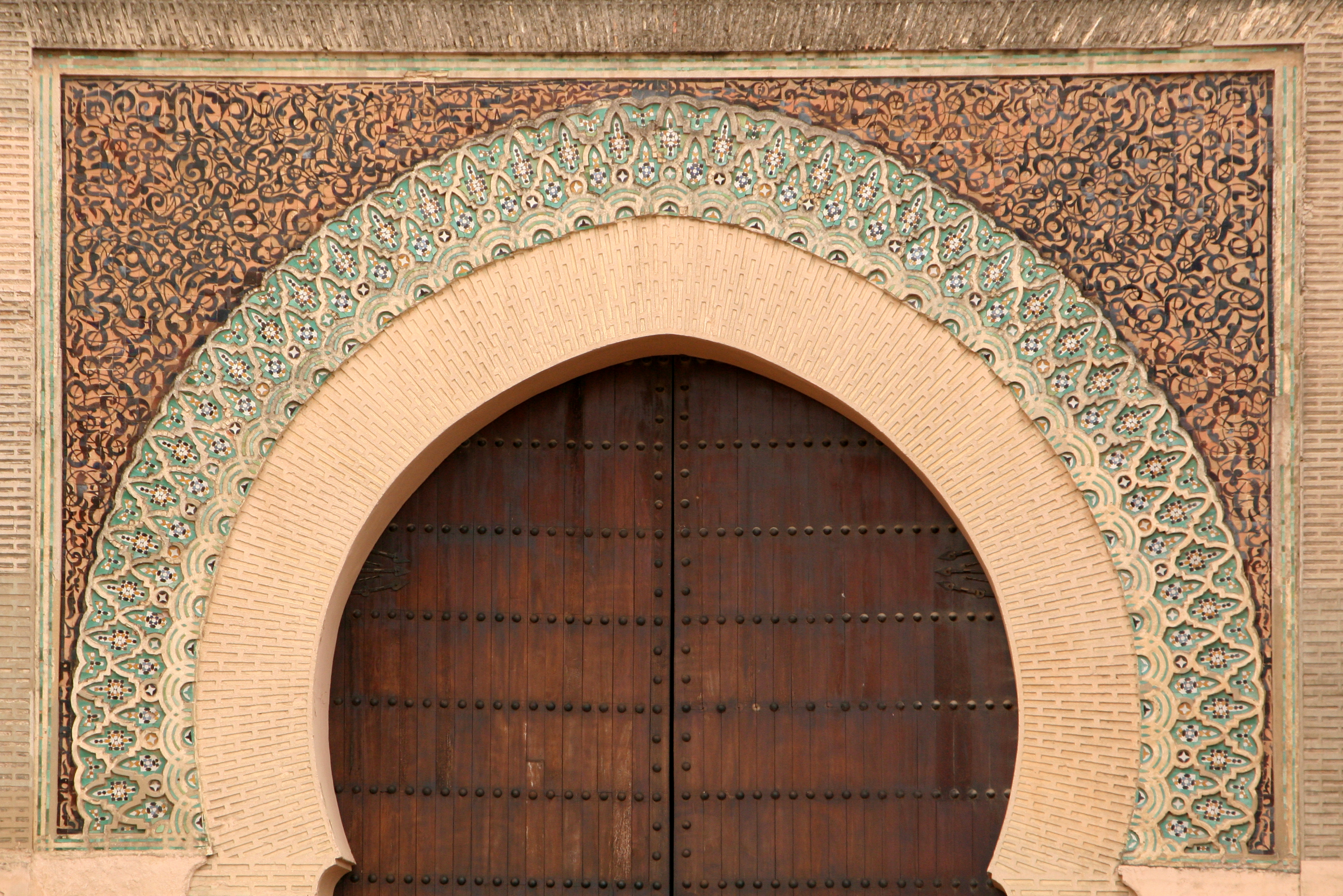
Torbogen
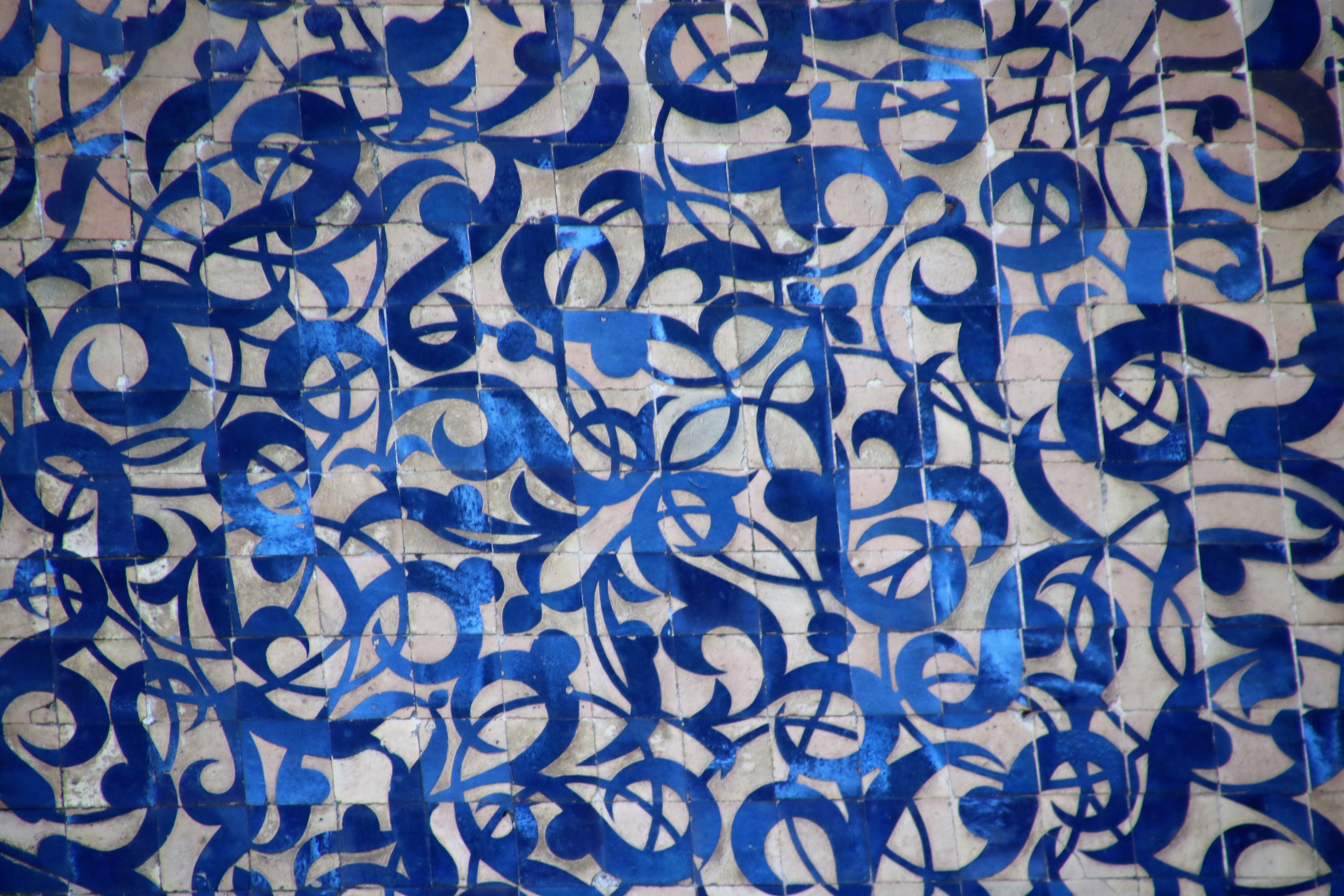
Rankenwerk
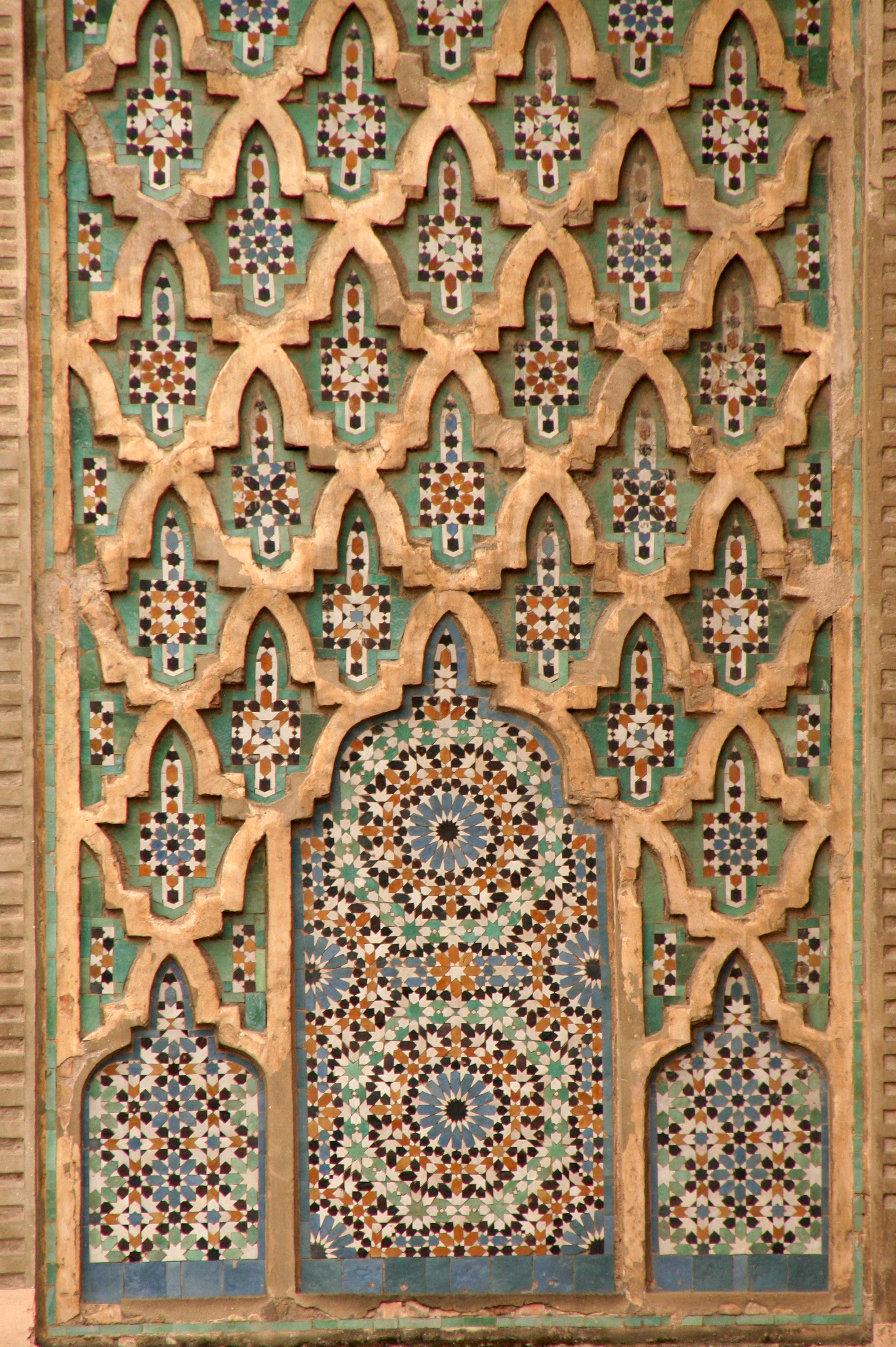
Kachelmosaik
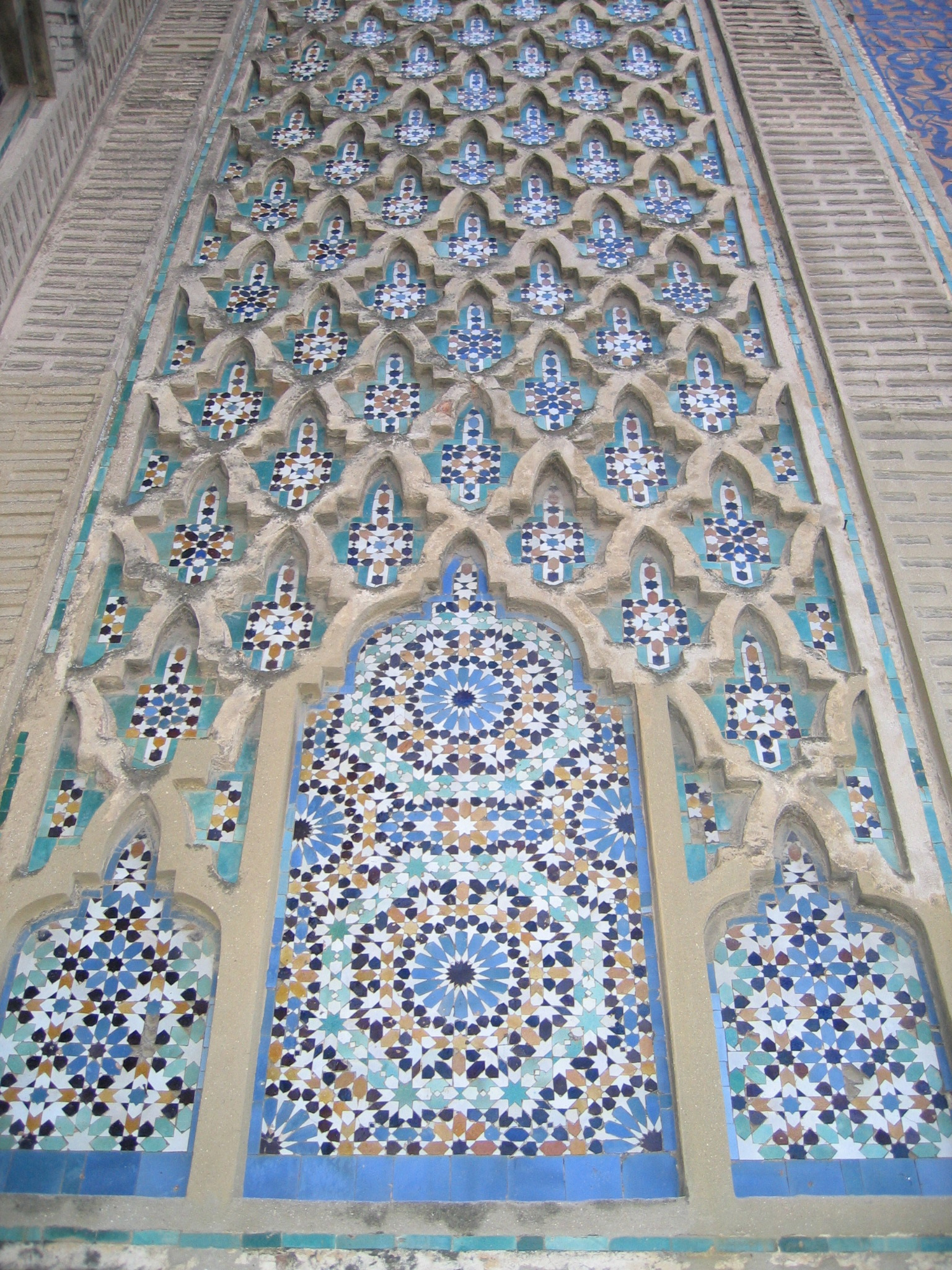
Kachelmosaik
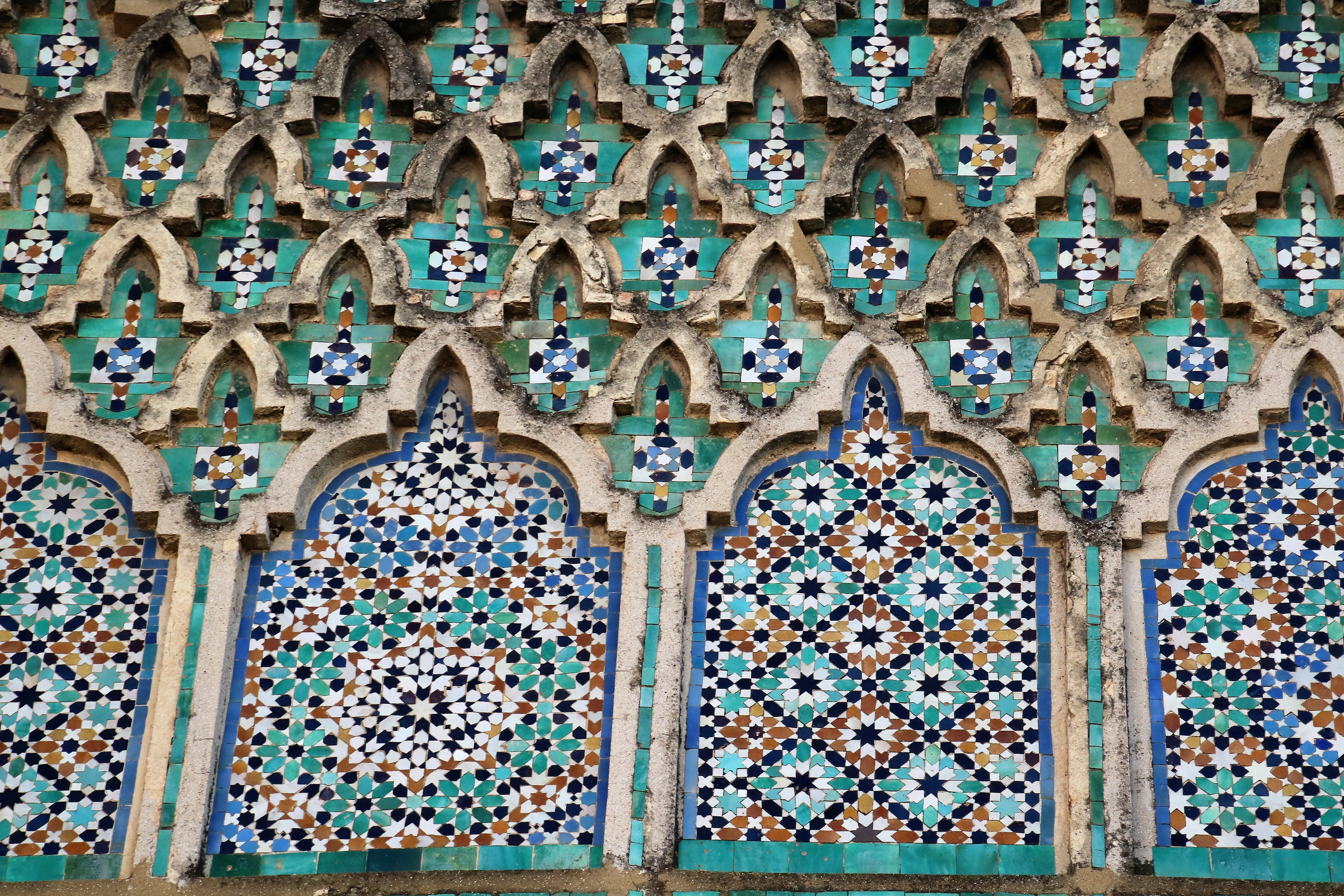
Kachelmosaike